# Перелік римських узурпаторів

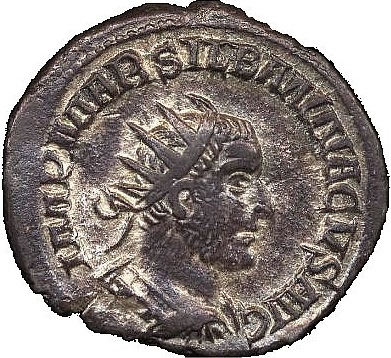
Узурпатор Сілбаннак, відомий за монетою, яка збереглася лише у двох екземплярах

Перелік римських узурпаторів містить імена осіб, які отримали або намагалися отримати незаконно владу в Римській імперії.
У Східній Римській імперії (395—1453) повстання, заколоти й узурпація влади стали такими сумнозвісними (з точки зору середньовічного Заходу, де узурпація була рідкістю), що термін «візантійство» в деяких мовах став синонімом для політичних інтриг, змови і зради (перелік візантійських узурпаторів).

## Узурпатори, які стали законними імператорами
В історії відомі державні діячі, які починали як узурпатори, але згодом стали легітимними імператорами або шляхом встановлення беззаперечного контролю над імперією, або через підтвердження їхньої позиції римським сенатом чи законним імператором.

### Перша громадянська війна Римської імперії
- Гальба (68-69) у Тарраконській Іспанії, убитий 15 січня 69 року
- Отон (69) у Римі, покінчив життя самогубством 16 квітня 69 року
- Вітеллій (69) у Верхній Германії, убитий 22 грудня 69 року
- Веспасіан (69-79) в Юдеї, укріпився на троні

### Друга громадянська війна Римської імперії
- Септимій Север (193—211) у Паннонії

### Криза ІІІ століття
- Макрін (217—218) у Сирії, колишній префект преторіанської гвардії
- Геліогабал (218—222)
- Максимін Фракієць (235—238) на Рейні, колишній центуріон
- Гордіан I і Гордіан II (238) в Африці, самогубство після поразки в битві
- Філіп Араб (244—249) на Сході, колишній префект преторіанської гвардії
- Децій (249—251) в Паннонії
- Требоніан Гал (251—253)
- Еміліян (253) в Італії, вбитий вояками
- Валеріан (253—260)
- Клавдій Готичний (268—270)
- Квінтил (270)
- Авреліан (270—275)
- Флоріан (276)
- Проб (276—282)
- Кар (282—283)
- Діоклетіан (284—305)

### Західна імперія
- Костянтин Великий (306—337)
- Максенцій (306—312)
- Vetranio (350)
- Юліан Філософ (360—363)
- Магнус Максим (383—388) і Флавій Віктор (384—388)
- Майоріан (457—461)

Усі останні імператори Заходу були прийняті Сенатом (можливо, за винятком Константа II), але ніколи не визнавалися імператором Сходу. Троє з них (Костянтин III, Пріск Аттал і Констант II) правили разом із законним імператором Заходу Гонорієм, який одного із них, Костянтина III, визнав своїм співправителем в 409 році. Костянтин III, без згоди Гонорія, призначив свого сина Константа II співімператором.
- Костянтин III (407—411)
- Пріск Аттал (409—410)
- Констант II (409—411)
- Іоанн (423—425)
- Петроній Максим (455)
- Авіт (455—456) (невідомо, визнаний імператором Сходу чи ні)[2]
- Лівій Север (461—465)
- Олібрій (472)
- Гліцерій (473—474)
- Ромул Августул (475—476)

## Узурпатори, які не стали законними імператорами
У I—V століттях деякі політики і командувачі проголошували себе імператорами або навіть були призначені чинним імператорами. Однак їх не вважають законними правителями, оскільки вони не скинули чинного імператора, або не встановили контроль над усією імперією, або не були схвалені сенатом чи іншими співімператорами.
Вони перераховані разом з іменами імператорів, за час правління яких намагалися узурпувати владу. Зазначена дата є роком спроби узурпації.
| Імператор                              | Узурпатор                                                               | Діяльність узурпатора | Портрет |
| -------------------------------------- | ----------------------------------------------------------------------- | --- | ------- |
| Клавдій (41–54)                        | Луцій Аррунцій Каміл Скрибоніан (42)                                    | Імператорський легат Далмації. Вважався можливим наступником Калігули, він покінчив життя самогубством на острові Ісса після того, як його війська покинули його                                        |         |
| Гальба (68–69)                         | Німфідій Сабін (68)                                                     | Преторіанський префект Нерона, проголосив себе імператором після самогубства Нерона, стверджуючи, що він був позашлюбним сином Калігули. Убитий преторіанською гвардією, коли Гальба наближався до Риму |         |
| Тит (79–81)                            | Теренцій Максим                                                         | Схожий на Нерона узурпатор повстав в Азії, згодом знайшов притулок у Артабана IV Парфянського |         |
| Доміціан (81–96)                       | Луцій Антоній Сатурнін (89)                                             | Римський намісник Верхньої Німеччини. Не зміг залучити до повстання германських союзників через раптове танення криги на Рейні; розбитий намісником Нижньої Германії Авлом Буцієм Лаппієм Максимом      |         |
| Марк Аврелій (161—180)                 | Авідій Кассій (175)                                                     | Римський намісник Сирії повстав в Єгипті та Сирії і проголосив себе імператором після чуток про смерть Марка Аврелія. Продовжив своє повстання навіть після того, як дізнався, що Марк Аврелій живий    |         |
| Септимій Север (193—211)               | Песценній Нігер (193—194)                                               | Римський намісник Сирії повстав в Єгипті, Азії та Сирії і проголосив себе імператором після смерті Пертінакса, зазнав поразки в битві та вбитий під час втечі до Парфії                                 |         |
| Септимій Север (193—211)               | Клодій Альбін (196—197)                                                 | Намісник Британії, спочатку союзник Септимія Севера. Після смерті Песценнія Нігера повстав у Британії та Галлії. Убитий у битві при Лугдунумі.                                                          |         |
| Геліогабал (218—222)                   | Трикіан (бл. 218)                                                       | |         |
| Геліогабал (218—222)                   | Геллій Максим (219)                                                     | Офіцер Легіону IV Скіфського, повстав у Сирії, страчений |         |
| Геліогабал (218—222)                   | Вер (кінець 219)                                                        | Командир легіону III Галліка, повстав у Сирії, страчений |         |
| Геліогабал (218—222)                   | Ураній (бл. 221)                                                        | Повстав у Дакії |         |
| Геліогабал (218—222)                   | Селевк(після 221)                                                       | Ним міг бути Юлій Антоній Селевк у Мезії або М. Флавій Вітеллій Селевк, консул 221 року |         |
| Александр Север (222—235)              | Саллюстій (бл. 227)                                                     | Повстав у Римі, піднесений Олександром до Цезаря, страчений за замах на вбивство, префект преторіанської гвардії                                                                                        |         |
| Александр Север (222—235)              | Таврин (дата невідома)                                                  | Повстав на Сході, покінчив життя самогубством у Євфраті після того, як його прославили Августом |         |
| Александр Север (222—235)              | Овіній Камілл                                                           | Імовірний узурпатор, згаданий лише в «Історії Августів», який тепер вважається вигаданим персонажем |         |
| Максимін Фракієць (235—238)            | Магн (235)                                                              | Колишній консул; наказав кільком воїнам Максиміна зруйнувати міст, який дозволяв імператору переправитися назад через Рейн                                                                              |         |
| Максимін Фракієць (235—238)            | Квартін (235)                                                           | Повстав на Сході за підтримки солдатів, вірних колишньому імператору Александру Северу |         |
| Гордіан III (238—244)                  | Сабініан (240)                                                          | Повстав в Африці, губернатор провінції |         |
| Філіпп I Араб (244—249)                | Йотапіан (248)                                                          | Повстав на Сході, вбитий власними вояками |         |
| Філіпп I Араб (244—249)                | Пакаціан (248)                                                          | Повстав на дунайському кордоні, вбитий власними вояками |         |
| Требоніан Галл (251—253) Еміліян (253) | Сілбаннак (253)                                                         | Повстав у Рейні, імовірно, 253 року (дата остаточно не визначена), відомий зі знайдених лише двох монет, які назвали «Святим Граалем римської нумізматики» через свою надзвичайну рідкість              |         |
| Децій (249—251)                        | Юлій Валент Ліциніан (250)                                              | Повстав у Римі, страчений |         |
| Децій (249—251)                        | Тит Юлій Пріск (251—252)                                                | Повстав у Фракії, убитий незабаром після проголошення себе імператором |         |
| Децій (249—251)                        | Валент Старший                                                          | Двоюрідний дядько Валента Фессалонікійського, в Іллірії |         |
| Галлієн (253—268)                      | Інгенуй (260)                                                           | Повстав у Паннонії, покінчив життя самогубством, колишній намісник |         |
| Галлієн (253—268)                      | Макріан Старший (вересень 260 — осінь 261)                              | Повстав на Сході, убитий власними солдатами |         |
| Галлієн (253—268)                      | Макріан Молодший (вересень 260 — осінь 261)                             | Повстав на Сході, убитий власними солдатами |         |
| Галлієн (253—268)                      | Квієт разом із Макріанами Старшим і Молодшим (вересень 260 — осінь 261) | Повстав на Сході, убитий власними солдатами |         |
| Галлієн (253—268)                      | Регаліан (260)                                                          | Повстав у Паннонії, правив разом зі своєю дружиною |         |
| Галлієн (253—268)                      | Баліста (осінь 261)                                                     | Преторіанський префект, повстав на Сході, страчений |         |
| Галлієн (253—268)                      | Пізон (261)                                                             | Повстав в Ахаї, згаданий лише в «Історії Августів»; тепер вважається вигаданим персонажем |         |
| Галлієн (253—268)                      | Валент Фессалонікійський (261)                                          | Імовірно, проголошений імператором у Салоніках |         |
| Галлієн (253—268)                      | Мемор (261)                                                             | Повстав в Єгипті, страчений |         |
| Галлієн (253—268)                      | Муссій Еміліан (261 — весна 262)                                        | Повстав в Єгипті, страчений |         |
| Імператори Галльської імперії          | Постум I (260—269)                                                      | Повстав у Галлії, Іспанії та Британії. |         |
| Імператори Галльської імперії          | Постум II (260—269)                                                     | Син і співправитель Постума I |         |
| Імператори Галльської імперії          | Леліан (269)                                                            | Повстав у Нижній Германії. |         |
| Імператори Галльської імперії          | Марій (269)                                                             | Наступник у Галлії та Британії після Постума. |         |
| Імператори Галльської імперії          | Вікторин I (269—271)                                                    | Наступник Марія. |         |
| Імператори Галльської імперії          | Вікторин ІІ (271)                                                       | Наступник Вікторина І. |         |
| Імператори Галльської імперії          | Тетрик I (271—274)                                                      | Наступник Вікторина I |         |
| Імператори Галльської імперії          | Тетрик II (273—274)                                                     | син і співправитель Тетрика I |         |
| Імператори Пальмірської імперії        | Оденат (260—267)                                                        | Повстав у Месопотамії |         |
| Імператори Пальмірської імперії        | Герод І (260—267)                                                       | Син та співправитель Одената |         |
| Імператори Пальмірської імперії        | Меоній (267)                                                            | Наступник Одената в Єгипті, Сирії та Месопотамії |         |
| Імператори Пальмірської імперії        | Зенобія (272)                                                           | Правила від імені свого малолітнього сина Вабаллата |         |
| Імператори Пальмірської імперії        | Вабаллат (267—273)                                                      | Наступник Одената |         |
| Фіктивні узурпатори                    | Цельс (265)                                                             | |         |
| Фіктивні узурпатори                    | Сатурнін (264)                                                          | |         |
| Фіктивні узурпатори                    | Требелліан (266)                                                        | |         |
| Клавдій II Готський (268—270)          | Цензорін (269—270)                                                      | Імовірний узурпатор, згаданий лише в Історії Августів |         |
| Авреліан (270—275)                     | Спонсіан                                                                | Повстав у Дакії, його існування підтверджено лише кількома сумнівними нумізматичними доказами |         |
| Авреліан (270—275)                     | Доміціан II (270—271)                                                   | Повстав, найімовірніше, в Південній Галлії |         |
| Авреліан (270—275)                     | Феліцісім (271)                                                         | Повстав у Римі, державний службовець, замішаний у корупції |         |
| Авреліан (270—275)                     | Септимій (271)                                                          | Повстав у Далмації, вбитий власними вояками |         |
| Авреліан (270—275)                     | Урбан (271)                                                             | Існування узурпатора поставлено під сумнів |         |
| Авреліан (270—275)                     | Фірм (273)                                                              | Повстав в Єгипті, однак існування цього узурпатора поставлено під сумнів |         |
| Проб (276—282)                         | Бонос (280)                                                             | |         |
| Проб (276—282)                         | Прокул (280)                                                            | |         |
| Проб (276—282)                         | Юлій Сатурнін (280)                                                     | |         |
| Кар, Карин, Нумеріан (282—284)         | Сабін Юліан                                                             | |         |
| Діоклетіан (284—305)                   | Аманд й Еліан (285)                                                     | |         |
| Діоклетіан (284—305)                   | Каравзій (286—293)                                                      | |         |
| Діоклетіан (284—305)                   | Аллект (293—296)                                                        | |         |
| Діоклетіан (284—305)                   | Доміцій Доміціан (297)                                                  | |         |
| Діоклетіан (284—305)                   | Аврелій Ахіллей (297—298)                                               | |         |
| Діоклетіан (284—305)                   | Євгеній (303)                                                           | |         |
| Галерій (305—311)                      | Доміцій Олександр (308—311)                                             | |         |
| Костянтин Великий (309—337)            | Калокер (333/334)                                                       | |         |
| Констанцій II (337—361)                | Магненцій і Децензій (350—353)                                          | |         |
| Констанцій II (337—361)                | Непоціан (350)                                                          | |         |
| Констанцій II (337—361)                | Каравзій II (354—358), існування якого ставиться під сумнів             | |         |
| Констанцій II (337—361)                | Сільван (355)                                                           | |         |
| Валент (364—378)                       | Прокопій (366)                                                          | |         |
| Валент (364—378)                       | Марцелл (366)                                                           | |         |
| Валент (364—378)                       | Теодор (372)                                                            | |         |
| Валентиніан I (364—375)                | Фірм (372—375)                                                          | |         |
| Феодосій Великий (379—395)             | Євгеній (392—394)                                                       | |         |
| Гонорій (395—423)                      | Марк (406—407)                                                          | |         |
| Гонорій (395—423)                      | Граціан (407)                                                           | |         |
| Гонорій (395—423)                      | Максим Іспанський (409—411, 420—421)                                    | |         |
| Гонорій (395—423)                      | Пріск Аттал (414—415)                                                   | |         |
| Гонорій (395—423)                      | Іовін (411—413)                                                         | |         |
| Гонорій (395—423)                      | Себастіан (412—413)                                                     | |         |
| Гонорій (395—423)                      | Геракліан (412—413)                                                     | |         |
| Валентиніан III (423—455)              | Боніфацій (427)                                                         | |         |
| Антемій Прокопій (467—472)             | Арванд (468)                                                            | |         |
| Антемій Прокопій (467—472)             | Роман (470)                                                             | |         |

## Регіональні узурпатори після падіння Риму (476)
- Бурдунел[en] (496), в долині Ебро (Іспанія), страчений
- Петро[en] (506), в долині Ебро, страчений